# Reginald Doherty
Reginald »Reggie« »R.F.« Frank Doherty, angleški tenisač, * 14. oktober 1872, Wimbledon, London, Anglija, Združeno kraljestvo, † 29. december 1910, Kensington, Anglija.
Reginald Doherty se je v posamični konkurenci šestkrat uvrstil v finala turnirjev za Grand Slam, štirikrat zapored je osvojil Prvenstvo Anglije, v letih 1897, 1898, 1899 in 1900, leta 1901 pa je izgubil v finalu, kot tudi leta 1902 na turnirju za Nacionalno prvenstvo ZDA. V konkurenci moških dvojic je z bratom Lawrencom osemkrat osvojil Prvenstvo Anglije in dvakrat Nacionalno prvenstvo ZDA. V letih 1903, 1904, 1905 in 1906 je bil član zmagovite britanske reprezentance na tekmovanju International Lawn Tennis Challenge. Nastopil je na poletnih olimpijskih igrah v letih 1900 in 1908, kjer je osvojil zlato v moških dvojicah na obeh igrah in leta 1900 v mešanih dvojicah ter bron leta 1900 v posamični konkurenci. Leta 1980 je bil posmrtno sprejet v Mednarodni teniški hram slavnih.

## Finali Grand Slamov

### Posamično (6)

#### Zmage (4)
| Leto | Turnir                | Nasprotnik v finalu | Rezultat finala          |
| 1897 | Prvenstvo Anglije     | Harold Mahony       | 6–4, 6–4, 6–3            |
| 1898 | Prvenstvo Anglije (2) | Lawrence Doherty    | 6–3, 6–3, 2–6, 5–7, 6–1. |
| 1899 | Prvenstvo Anglije (3) | Arthur Gore         | 1–6, 4–6, 6–3, 6–3, 6–3  |
| 1900 | Prvenstvo Anglije (4) | Sidney Smith        | 6–8, 6–3, 6–1, 5–7, 11–9 |

#### Porazi (2)
| Leto | Turnir                   | Nasprotnik v finalu | Rezultat finala    |
| 1901 | Prvenstvo Anglije        | Arthur Gore         | 6–4, 5–7, 4–6, 4–6 |
| 1902 | Nacionalno prvenstvo ZDA | William Larned      | 6–4, 2–6, 4–6, 6–8 |

### Moške dvojice (12)

#### Zmage (10)
| Leto | Turnir                   | Partner          | Nasprotnika v finalu                | Rezultat finala         |
| 1897 | Prvenstvo Anglije        | Laurence Doherty | Wilfred Baddeley Herbert Baddeley   | 6–4, 4–6, 8–6, 6–4      |
| 1898 | Prvenstvo Anglije        | Laurence Doherty | Harold Nisbet Clarence Hobart       | 6–4, 6–4, 6–2           |
| 1899 | Prvenstvo Anglije        | Laurence Doherty | Harold Nisbet Clarence Hobart       | 7–5, 6–0, 6–2           |
| 1900 | Prvenstvo Anglije        | Laurence Doherty | Herbert Roper Barrett Harold Nisbet | 9–7, 7–5, 4–6, 3–6, 6–3 |
| 1901 | Prvenstvo Anglije        | Laurence Doherty | Dwight F. Davis Holcombe Ward       | 4–6, 6–2, 6–3, 9–7      |
| 1902 | Nacionalno prvenstvo ZDA | Laurence Doherty | Holcombe Ward Dwight F. Davis       | 11-9, 12-10, 6-4        |
| 1903 | Nacionalno prvenstvo ZDA | Laurence Doherty | Kreigh Collins L. Harry Waidner     | 7-5, 6-3, 6-3           |
| 1903 | Prvenstvo Anglije        | Laurence Doherty | Sidney Smith Frank Riseley          | 6–4, 6–4, 6–4           |
| 1904 | Prvenstvo Anglije        | Laurence Doherty | Sidney Smith Frank Riseley          | 6–1, 6–2, 6–4           |
| 1905 | Prvenstvo Anglije        | Laurence Doherty | Sidney Smith Frank Riseley          | 6–2, 6–4, 6–8, 6–3      |

#### Porazi (2)
| Leto | Turnir            | Partner          | Nasprotnika v finalu       | Rezultat finala          |
| 1902 | Prvenstvo Anglije | Laurence Doherty | Sidney Smith Frank Riseley | 6-4, 6-8, 3-6, 6-4, 9-11 |
| 1906 | Prvenstvo Anglije | Laurence Doherty | Sidney Smith Frank Riseley | 6–8, 6–4, 5–7, 6–3, 6–3  |